# اکومپانگ

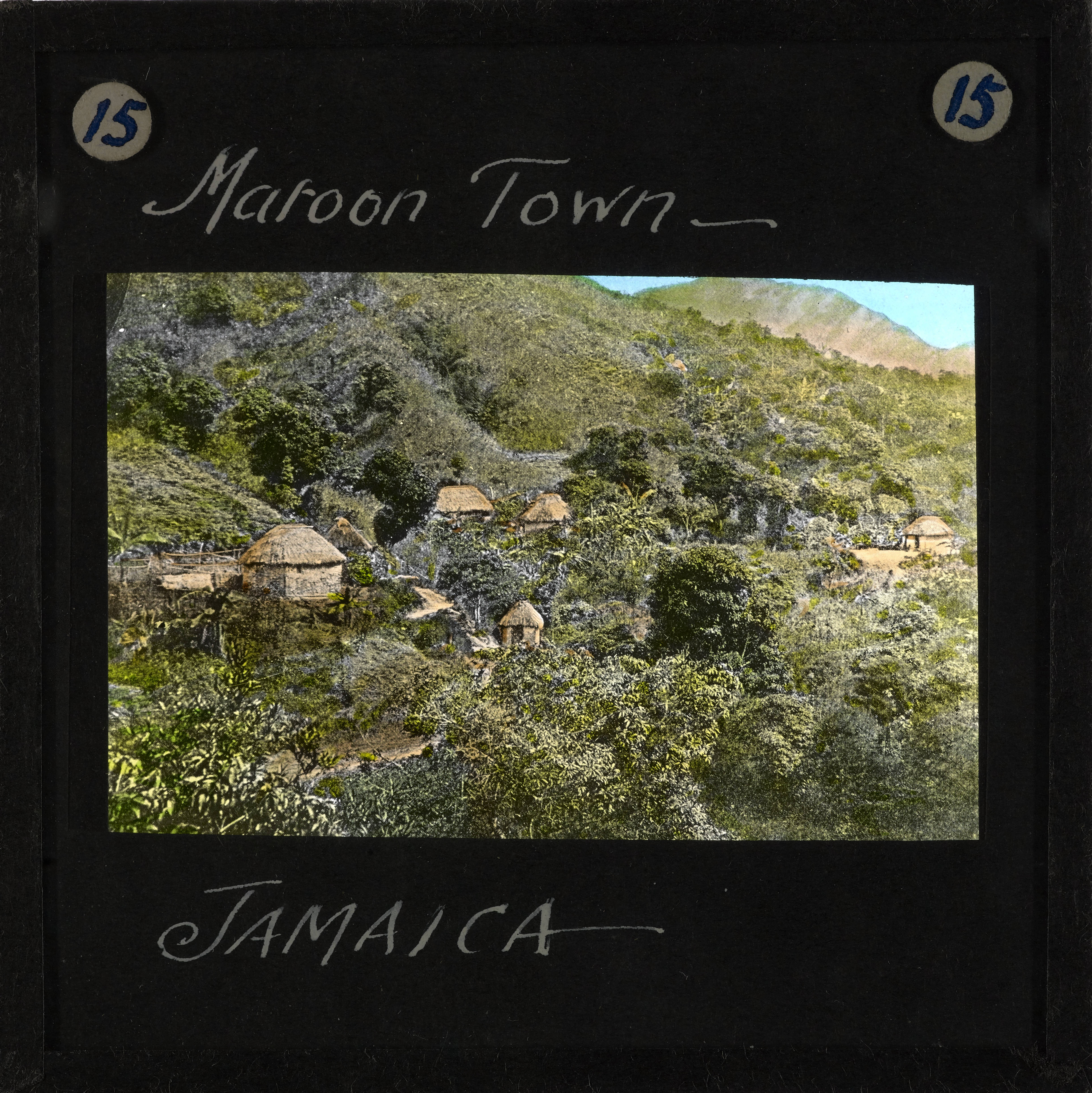
اکومپانگ

اکومپانگ (به لاتین: Accompong) در جامائیکا است که در سنت الیزابت، جامائیکا واقع شده‌است.